# Szarandinovo
Szarandinovo (macedónul: Сарандиново) település Észak-Macedóniában, a Pelagonijai körzet Dolneni járásában.

## Népesség
| Lakosok száma | 148  | 191  | 219  | 165  | 125  | 106  | 99   | 98   | 93   |
|               | 1948 | 1953 | 1961 | 1971 | 1981 | 1991 | 1994 | 2002 | 2021 |

2002-ben 98 lakosa volt, akik mindannyian macedónok.